# Preživjeti s pingvinom (roman)
Preživjeti s pingvinom  je roman ukrajinskog pisca Andrija Kurkova tiskanog 2005. godine na ruskom jeziku. Preveden je na više svjetskih jezika pa i na hrvatski jezik. Radnja romana, smještena u suvremenu Ukrajinu. Riječ je o crno-humornom portretu zemlje u tranziciji, sa svim kontrastima koji obilježavaju problematiku prolaska kroz burno razdoblje prilagodbe novim vrednotama i uopće takozvanom tržišnom gospodarstvu.

## Sadržaj romana
Viktor je usamljenik, pisac u nastajanju, ili više vjerojatno - neuspjeli pisac. Za jedinog prijatelja ima Mišu, kućnog mezimca, pingvina iz Kijevskog zoološkog vrta. Viktor sanja o karijeri pisca, a onda, naizgled slučajno, javlja mu se glavni urednik Kijevskih dnevnih novina. Želi li pisati osmrtnice za ugledne osobe, osobe iz javnog života? Viktor pristaje, više iz dosade nego stvarnog interesa, osim toga dobro ćc biti plaćen, a onda, čudom, u život mu ulaze samozatajni likovi: Miša, predstavnik mafijaškog podzemlja, njegova kći Šonja. Šonju, pak u Viktorovoj odsutnosti čuva Nina. Zatim je tu Sergej, mladi policajac, Ljoša, čuvar, čudni znanstvenik te predsjednik društva "Antarktik".

## Vanjske poveznice
- Andrej Kurkov - Preživjeti s pingvinom  Arhivirana inačica izvorne stranice od 20. rujna 2011. (Wayback Machine)